# 馬達加斯加河馬
馬達加斯加河馬（Malagasy hippopotamus）是生活在馬達加斯加的幾個河馬物種，但普遍相信已經滅絕。牠們與現存的河馬及倭河馬很相似。化石紀錄發現馬達加斯加河馬的最少一個物種曾生存至一千年前，近期在野生生物學家佛瑞斯特葛蘭特和其團隊在14天叢林河中，終於找到馬達加斯加侏儒河馬的非化石頭骨及其他證據，顯示牠們還有生存在二百年內甚至更近的年代。https://m.youtube.com/watch?v=MRfEyHK-Kcg （页面存档备份，存于）這類河馬的分類並不清晰，且沒有廣泛的研究。

## 發現及分類
馬達加斯加河馬首先是由Alfred Grandidier於1800年代中描述，他在莫桑比克海峽幾里外的沼澤發掘出接近50頭河馬遺骸。後來不同的學者分別將之命名了4個不同的物種。其後有研究認為實際上只有兩個物種，即馬達加斯加侏儒河馬及馬達加斯加綠河馬（H. madagascariensis）。於1990年發現了第三個物種，名為H. laloumena。其後發現馬達加斯加綠河馬與現今西非的倭河馬有很多相似的地方。由於當時倭河馬是分類在六齒河馬屬中，故其學名更名為 Hexaprotodon madagascariensis。但是因一些分學家將倭河馬分類到倭河馬屬中，馬達加斯加綠河馬的學名亦隨之改為Choeropsis madagascariensis。
馬達加斯加河馬的化石紀錄很豐富。當中最少有7頭河馬骨頭上明顯有被屠宰的痕跡，這顯示牠們生存至人類到達馬達加斯加的時期。由於有被屠宰的證據，相信牠們的滅絕亦與人類有關。雖然發現了大量的化石，但馬達加斯加河馬卻沒有被好好的研究，這可能是因學者對大型動物（如巨狐猴及象鳥）更有興趣。

## 物種
一般接受馬達加斯加河馬有三個物種。牠們如何及何時進入馬達加斯加都不得而知。有指由於河馬是半水中生活，故有可能牠們橫渡了闊400公里的海峽而到達馬達加斯加。另亦有指牠們是島上唯一的有蹄類，故有可能是一直在島上生活或是由人類引入的。

### 馬達加斯加侏儒河馬
馬達加斯加侏儒河馬，又名馬達馬加斯加黑河馬，的遺骸多在馬達加斯加西部的河流及湖泊發現，故牠們像現今非洲的河馬般生活在河岸帶。馬達加斯加侏儒河馬的眼窩很高，方便牠們在水中仍能看見。馬達加斯加侏儒河馬的頭顱骨亦很像現今的河馬，但整體大小不同，估計牠們是兩性異形的。
雖然馬達加斯加侏儒河馬是河馬的親屬，但體型明顯較細小，只有倭河馬的大小。最大的標本只有6.5呎長及2.5呎高。牠們的祖先可能是一般大小的河馬，但在島嶼侏儒化而縮減了體型。
馬達加斯加侏儒河馬的骨頭是屬於1千年前。

### 馬達加斯加綠河馬
馬達加斯加綠河馬，又名馬達加斯加倭河馬，原先是與馬達加斯加侏儒河馬一同分類在河馬屬中，體型亦大致一樣。從馬達加斯加綠河馬的形態及棲息地可見，牠們較為接近現今的倭河馬。
就像現今的倭河馬，馬達加斯加綠河馬的眼睛是在頭部的兩側，牙齒形態亦都相同。馬達加斯加綠河馬亦較少在水中生活，大部份的化石都是在馬達加斯加的森林高地發現。
馬達加斯加綠河馬及馬達加斯加侏儒河馬都是適於陸上行走的，這與非洲的河馬有所不同。這些共同點可見牠們是從同一祖先演化而來，而與現今河馬及倭河馬的相似性則是因平行演化而來。

### H. laloumena
於1990年第三種馬達加斯加河馬被描述，名為Hippopotamus laloumena。對於這動物所知有限，因為牠的化石只有從馬達加斯加東岸馬南扎里發現的一個下頜骨及肢骨。
這些化石明顯是屬於河馬屬的動物，但體型較其他的馬達加斯加河馬為大。唯一所知的就是牠們很像現今的河馬，但較為細小。

## 傳聞
有學者發現近代馬達加斯加河馬的化石，經過放射性碳定年法偵測出這具馬達加斯加河馬化石大約在200年前死亡，而非一般認知中的1000年前滅絕，但牠們卻在馬達加斯加的口述傳聞中頗為普遍。於1648年，弗拉古（Étienne de Flacourt）擔任馬達加斯加總督時紀錄了一種傳說很像河馬的動物，稱做mangarsahoc。在馬達加斯加不同的區域，都傳說著像河馬的不同動物，分別被稱為tsy-aomby-aomby、omby-rano以及laloumena。於1902年，一個官員稱聽聞在1878年的高地上仍有馬達加斯加河馬出沒。這使得IUCN將馬達加斯加河馬列為近期已滅絕的動物。

## 外部連結
- 馬達加斯加河馬骨骼的圖片